# Antrocephalus acutiventris
Antrocephalus acutiventris är en stekelart som först beskrevs av Masi 1929.  Antrocephalus acutiventris ingår i släktet Antrocephalus och familjen bredlårsteklar. Inga underarter finns listade i Catalogue of Life.